# Angelica sinanomontana
Angelica sinanomontana är en flockblommig växtart som beskrevs av Masao Kitagawa. Angelica sinanomontana ingår i släktet kvannar, och familjen flockblommiga växter. Inga underarter finns listade i Catalogue of Life.